# Chevroderma
Chevroderma is een geslacht van schildvoetigen uit de  familie van de Prochaetodermatidae.

## Soorten
- Chevroderma cuspidatum Ivanov & Scheltema, 2008
- Chevroderma gauson Scheltema, 1985
- Chevroderma hadalis Ivanov, 1996
- Chevroderma javanicum Ivanov & Scheltema, 2002
- Chevroderma lusae Ivanov & Scheltema, 2002
- Chevroderma paradoxum Ivanov & Scheltema, 2001
- Chevroderma scalpellum Scheltema, 1985
- Chevroderma turnerae Scheltema, 1985
- Chevroderma vityazi Ivanov & Scheltema, 2002
- Chevroderma whitlatchi Scheltema, 1985